# Lee Hye-jin
Lee Hye-jin (이혜진?; Seongnam, 23 gennaio 1992) è una pistard sudcoreana, medaglia d'argento nel keirin ai Mondiali di Berlino 2020 e vincitrice di due prove di keirin in Coppa del mondo.

## Palmarès
- 2015

Campionati asiatici, Velocità a squadre (con Choi Seul-gi)
- 2016

Fenioux Piste International, Keirin (Fenioux)
Grand Prix of Poland, Keirin (Pruszków)
- 2017

Campionati asiatici, Velocità a squadre (con Kim Won-gyeong)
Campionati sudcoreani, Keirin
- 2019

Japan Track Cup, Keirin
3ª prova Coppa del mondo 2019-2020, Keirin (Hong Kong)
4ª prova Coppa del mondo 2019-2020, Keirin (Cambridge)
- 2020

Campionati sudcoreani, Keirin
- 2022

Campionati sudcoreani, Velocità
- 2023

Hong Kong Track Cup #1, Keirin
Hong Kong Track Cup #2, Velocità
Hong Kong Track Cup #2, Keirin
Campionati sudcoreani, Velocità
Campionati sudcoreani, Keirin
- 2024

Campionati sudcoreani, Velocità
Campionati sudcoreani, Keirin

## Piazzamenti

### Competizioni mondiali
- Campionati del mondo su pista

Montichiari 2010 - 500 metri a cronometro Junior: vincitrice
Montichiari 2010 - Velocità Junior: vincitrice
Montichiari 2010 - Keirin Junior: 5ª
Melbourne 2012 - Velocità a squadre: 13ª
Melbourne 2012 - Velocità: 10ª
Saint-Quentin-en-Yvelines 2015 - Keirin: 9ª
Londra 2016 - Keirin: 6ª
Hong Kong 2017 - Velocità a squadre: 10ª
Hong Kong 2017 - Velocità: 16ª
Hong Kong 2017 - Keirin: 12ª
Apeldoorn 2018 - Velocità a squadre: 12ª
Apeldoorn 2018 - Velocità: 20ª
Apeldoorn 2018 - Keirin: 8ª
Pruszków 2019 - Velocità a squadre: 11ª
Pruszków 2019 - Velocità: 22ª
Pruszków 2019 - Keirin: 9ª
Berlino 2020 - Velocità a squadre: 13ª
Berlino 2020 - Keirin: 2ª
- Giochi olimpici

Londra 2012 - Velocità a squadre: 9ª
Londra 2012 - Keirin: 17ª
Londra 2012 - Velocità: 13ª
Rio de Janeiro 2016 - Keirin: 8ª
Tokyo 2020 - Keirin: 19ª
Tokyo 2020 - Velocità: 21ª